# Marie Lavoisier

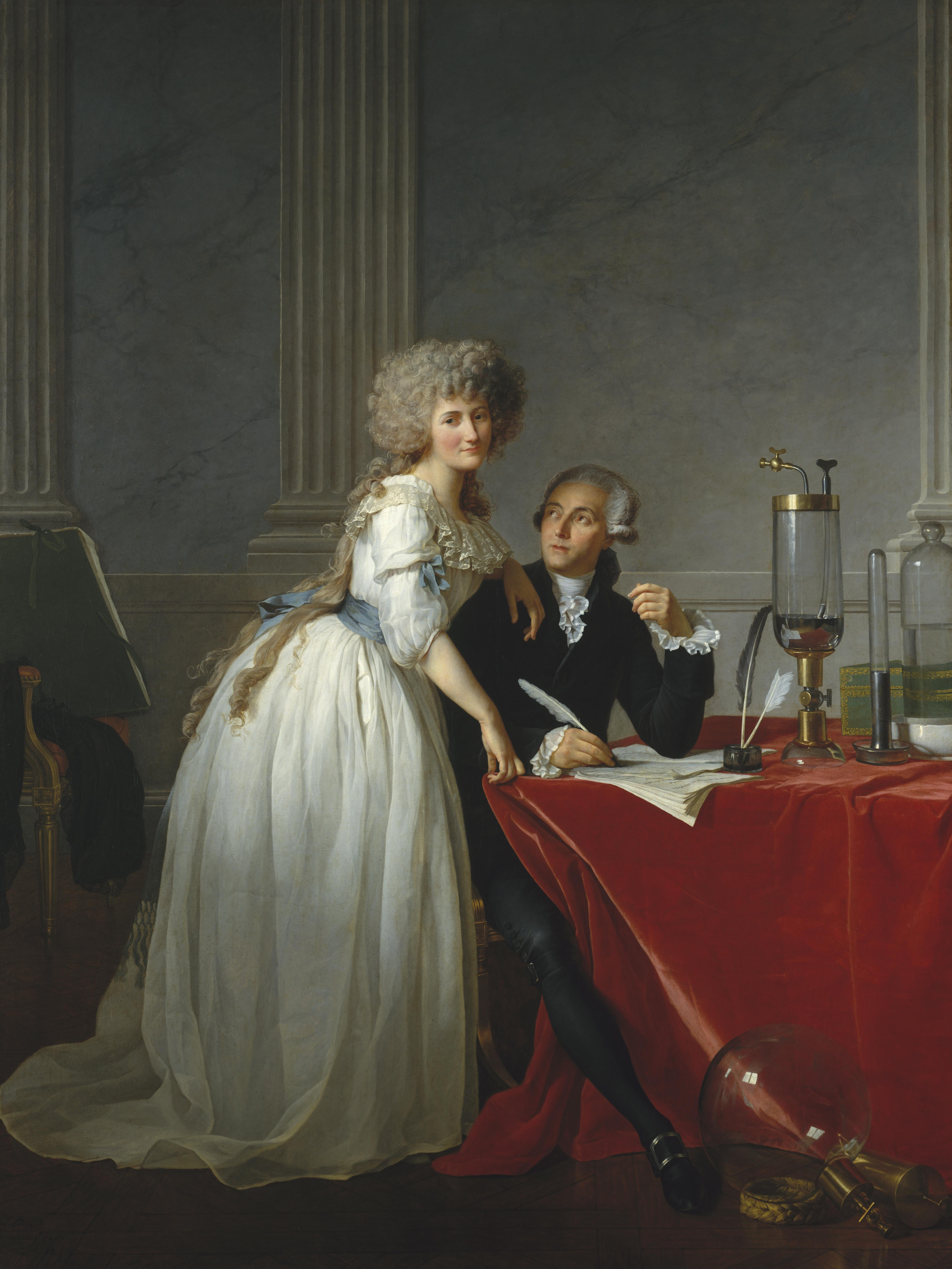
Marie Lavoisier und ihr Mann, Porträt von Jacques-Louis David 1788

Marie-Anne Pierrette Paulze Lavoisier (* 20. Januar 1758 in Montbrison; † 10. Februar 1836 in Paris) war Chemikerin, Illustratorin und Salonnière. Sie arbeitete eng mit ihrem Ehemann Antoine Laurent de Lavoisier zusammen.

## Leben und Arbeit
Lavoisier war eine Tochter von Jacques Paulze (1723–1794) und Claudine Catherine Thoynet De Rozières († 1761). Ihr Vater war Direktor der Französischen Ostindienkompanie (Directeur de la Compagnie des Indes) und Generalsteuereinnehmer im Agrarbereich, sogenannter Hauptzollpächter (Fermier général). Er wurde ebenso wie ihr Ehemann am 8. Mai 1794 guillotiniert. Ihr älterer Bruder war Christian François Joseph Paulze d’Ivoy (1755–1793).
Marie-Anne Pierrette Paulze heiratete am 16. Dezember 1771 mit 13 Jahren Antoine Laurent de Lavoisier. Lavoisier war damals 28 Jahre alt. Sie war eine geistvolle Salondame und als aufmerksame, charmante und gutgelaunte Gastgeberin (und für ihre Küche) bei den Gesellschaften des Ehepaares bekannt.
Lavoisier arbeitete zusammen mit ihrem Mann an chemischen Experimenten und führte das Laborbuch. Um Antoine zu unterstützen, dessen Sprachkenntnisse begrenzt waren, lernte Lavoisier Englisch und Latein. Richtungsweisende Forschungen in der Chemie wurden damals vor allem auf Englisch publiziert, so dass Lavoisiers Übersetzungen ihrem Mann ermöglichten, an wichtigen Debatten teilzunehmen und selbst Informationen zu erhalten. Lavoisier übersetzte z. B. Richard Kirwans Essay on Phlogiston and the Constitution of Acids (1787) aus dem Englischen ins Französische, was ihrem Mann erlaubte, sich mit Kirwans Ideen kritisch auseinanderzusetzen. Ihre Chemiekenntnisse erwarb sie von Antoine, aber auch von Jean-Baptiste-Michel Bucquet, der mit ihrem Mann zusammenarbeitete. Weiteres Wissen wurde ihr durch Privatlehrer vermittelt.

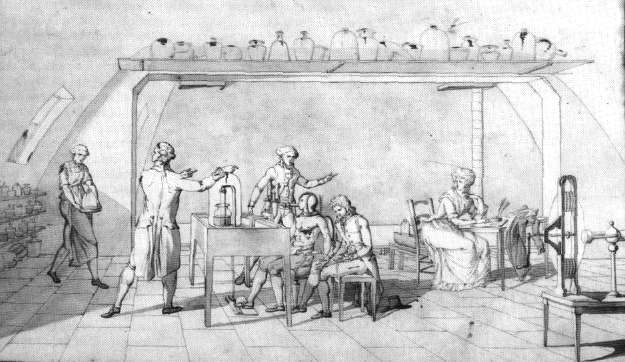
Zeichnung von Madame Lavoisier: Die Illustration zeigt ihren Mann und sie (rechts) im Laboratorium bei seinen Experimenten zur menschlichen Atmung

Jacques-Louis David porträtierte das Ehepaar Lavoisier im Jahre 1788, das hierfür 7000 Livres zahlte. Durch David, den Begründer des Klassizismus in Frankreich, erhielt Marie Lavoisier auch einen Teil ihrer künstlerischen Ausbildung. Sie erwarb und verbesserte ihre Kenntnisse in den graphischen Techniken des Malens, Zeichnens und Kupferstechens. Von Marie Lavoisier soll auch ein Porträt des Benjamin Franklin aus den Jahren 1787/88 stammen; es wurde von ihr nach einer Vorlage von Joseph-Siffred Duplessis (1725–1802) erstellt. Benjamin Franklin war ein Freund des Ehepaars Lavoisier. Marie Lavoisier schickte das Gemälde im Jahre 1788 zu Benjamin Franklin nach Philadelphia.
Viele Illustrationen zu den Werken ihres Ehemannes stammen von Marie Lavoisier. So schuf sie 13 Kupferstiche für das 1789 erschienene Traité élémentaire de chimie (System der antiphlogistischen Chemie), die sich durch ihre genaue Vorbereitung und die realistische und maßstabsgetreue Wiedergabe der verwendeten Instrumente auszeichnen. Dadurch unterscheiden sie sich von vielen zeitgenössischen Zeichnungen aus dem Gebiet der Chemie. Da andere Chemiker mithilfe der Zeichnungen die Instrumente nachbauen und Antoines Experimente nachvollziehen konnten, trug Lavoisier durch ihre Arbeit dazu bei, die Forschungen ihres Mannes bekannter zu machen. Jeder der 13 Kupferstiche ist mit „Paulze Lavoisier sculpsit“ signiert.
Antoine Lavoisier wurde durch das Revolutionstribunal mit den anderen Steuerpächtern angeklagt, schuldig gesprochen und am 8. Mai 1794 auf dem Schafott enthauptet. Alles Eigentum und Vermögen wurde vom Revolutionstribunal konfisziert. Marie Lavoisier verlor alle Bezüge. Als der Terror (la Grande Terreur) auf seinen Höhepunkt zuging, wurde auch sie von Juni bis August 1794 in der Bastille inhaftiert. Nach ihrer Freilassung war sie zunächst bar jeglicher Mittel. Das Jahr 1795 brachte die Revision der Prozesse von 1794, und die hingerichteten Hauptzollpächter wurden rehabilitiert, das Vermögen an die Erbberechtigten zurückerstattet, wobei Lavoisier eine führende Rolle spielte.
1795 sorgte Lavoisier dafür, dass einer der Hauptverfolger ihres Mannes, der ehemalige Angestellte der Steuerpächter Antoine Dupin, angeklagt und verurteilt wurde. Vor dem Prozess hatte sie noch versucht, bei Dupin zu erreichen, dass dieser die Anklage gegen ihren Mann fallenließ, im Gespräch aber die Selbstbeherrschung verloren. Gegen viele hochgestellte Persönlichkeiten wie die ehemaligen Mitarbeiter ihres Mannes, Antoine François de Fourcroy und Guyton de Morveau, hegte sie einen Groll, da sie sich nach ihrer Ansicht nicht für dessen Leben eingesetzt hatten, obwohl sie Mitglied der Jakobiner waren. Um diesen nicht zu begegnen, mied sie auch 1795 eine offizielle Rehabilitationsfeier für ihren Mann im Lycée des Arts.
Der Nationalökonom Pierre Samuel du Pont de Nemours, Freund von Lavoisier und dessen letzter Verleger, Freund von Thomas Jefferson und Vater des in die Vereinigten Staaten emigrierten Eleuthère Irénée du Pont (Gründer der Firma DuPont), warb um sie, wurde aber von ihr abgelehnt.

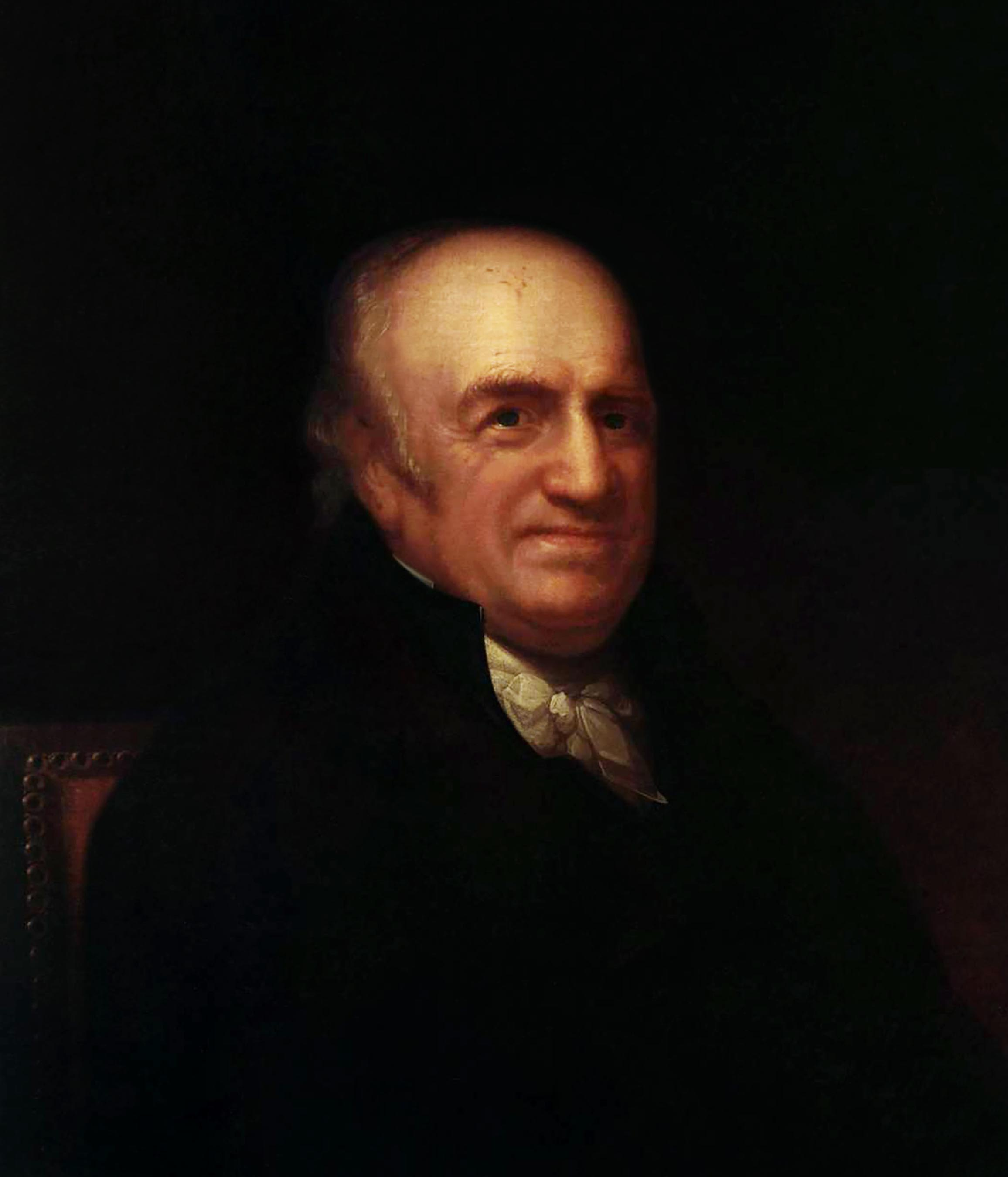
Pierre Samuel du Pont de Nemours (1739–1817)

Am 12. Oktober 1805 heiratete Lavoisier Benjamin Thompson (1753–1814), bekannt als Count Rumford. Die Ehe verlief wenig glücklich; beide trennten sich 1807, und im Jahre 1810 wurden sie geschieden.

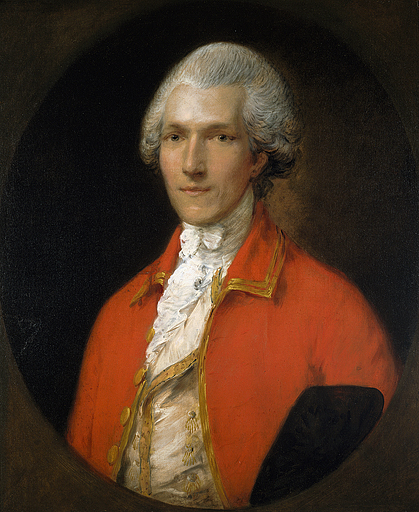
Benjamin Thompson (Gemälde von Thomas Gainsborough, 1783)

In der napoleonischen Ära gründete Lavoisier in dem Pariser Hotel Hôtel de la rue d’Anjou-Saint-Honoré einen Salon. Sie und ihr Salon waren ein fester Bestandteil der Pariser Gesellschaft; er wurde von den führenden Wissenschaftlern in Frankreich, darunter Joseph-Louis Lagrange, Pierre-Simon Laplace, Claude-Louis Berthollet, François Arago und Jean-Baptiste Biot, regelmäßig besucht.
1805, elf Jahre nach seinem Tod, veröffentlichte sie die nachgelassene Mémoires de physique et de chimie ihres verstorbenen Mannes, die er während der Inhaftierung geschrieben hatte. In dem anonym verfassten Vorwort dazu beschrieb sie ihn als herausragende Figur der Chemie. Den Privatdruck verteilte sie an ausgewählte Wissenschaftler.
Sie versorgte Georges Cuvier mit Informationen zu einem Enzyklopädieartikel über Lavoisier (in der Biographie Michaud). Es liegen auch Erinnerungen Lavoisiers an ihren Mann vor, die Charles Gillispie 1956 veröffentlichte.